# East Baton Rouge Parish
East Baton Rouge Parish er et county i den amerikanske delstat Louisiana. Området ligger i den sydøstlige del af delstaten, og det grænser op mod East Feliciana Parish i nord, West Feliciana Parish i nordvest, West Baton Rouge Parish i vest, Iberville Parish i syd Ascension Parish i syd og øst og Livingston Parish i øst og nordøst og mod St. Helena Parish i nordøst.
East Baton Rouge Parish totale areal er 1 219 km² hvor af 39 km² er vand. I 2000 havde amtet 412 852 indbyggere. Amtet bliver administreret fra Baton Rouge, der også er delstatens hovedstad.

## Byer
- Baker
- Baton Rouge
- Baywood
- Brownfields
- Central
- Gardere
- Inniswold
- Merrydale
- Monticello
- Oak Hills Place
- Old Jefferson
- Shenandoah
- Village St. George
- Westminster
- Zachary

30°32′N 91°05′V / 30.54°N 91.09°V